# Юнг-Штиллинг, Иоганн Генрих
Иога́нн Ге́нрих Юнг-Шти́ллинг (нем. Johann Heinrich Jung-Stilling; 1740—1817) — немецкий писатель, мистик и теософ, врач по образованию. Наряду с Эккартсгаузеном был главным авторитетом русских мистиков начала XIX века.

## Биография
Был сыном бедного вестфальского портного и самоучкой. В 17 лет стал школьным учителем, но безуспешно: пришлось возвратиться к скромному ремеслу отца. Был также угольщиком — и всё время, движимый глубокими душевными переживаниями, беспорядочно копил знания. Рецепт средства от глазных болезней, полученный им от одного католического священника, давал ему средства к жизни, и в 1769 году он прибыл в Страсбург изучать медицину.
В Страсбурге Юнг-Штиллинг сблизился с Гердером и Гёте, который ему симпатизировал и дал ему в автобиографии «Поэзия и правда» превосходную характеристику. Простодушные рассказы Юнг-Штиллинга произвели впечатление на Гёте, он побудил его составить автобиографию и издал её. Окончив университет, Юнг-Штиллинг занимался с громадным успехом врачебной практикой в Эльберфельде и присоединил к своей первой фамилии прозвище Штиллинг (Stilling), так как причислял себя к религиозно-пиетистскому толку «мирных земли» (нем. Stillen im Lande).
Славился широкой благотворительностью, сам жил довольно бедно. Поступил профессором в камеральную академию в Кайзерслаутерне, на что ему давали право составленные им компилятивные курсы технологии и сельского хозяйства; затем он был профессором в Гейдельберге, а с 1787 года профессором финансовых и камеральных наук в Марбурге. В Марбурге Юнг-Штиллинг познакомился с философией Канта, которая не внушила ему полного сочувствия, но оказала на него большое влияние тем, что освободила от лейбниц-вольфианского детерминизма и укрепила в сознании, что за пределами чувственного мира разум не знает ничего.
События во Франции, которые он мог наблюдать вблизи, так как жил у самой французской границы, довершили болезненно-фантастическое метание его мысли. Сопоставляя текущие события с библейскими пророчествами, он увидел в них апокалиптическое исполнение последних и счёл себя призванным к борьбе с этим духовным переворотом. Его сочинения в этом направлении, основательно названные одним историком немецкой литературы «Verdummungs schriften», были одним из двигателей последующей реакции и окружили имя автора чрезвычайным уважением одних и нерасположением других. К последним принадлежала свободомыслящая молодежь, отношение которой заставило Юнг-Штиллинга отказаться от кафедры, к первым — герцог баденский, от которого он получил кафедру в Гейдельберге, звание тайного придворного советника и приличное содержание, за которое возлагалась на него одна обязанность: «свободно писательством своим служить делу религии и практического христианства». В 1806 году герцог взял Юнг-Штиллинга с собою в Карлсруэ, где бывший угольщик жил во дворце, стал важной особой и с удовольствием отмечал в своих дневниках увеличение числа знакомых из знати. В его сочинениях появился пророческий тон. Юнг-Штиллинг умер в глубокой уверенности, что в последние годы его земного бытия в нём воплотился Христос.
Большим поклонником и переводчиком книг И. Г. Юнг-Штиллинга являлся известный русский философ, переводчик и масон А. Ф. Лабзин. Начиная с 1806 года он публиковал отрывки из произведений писателя в своем журнале «Сионский вестник». Смерть Юнга-Шиллинга стала большим ударом для Лабзина. Он издал по этому поводу, через год после его кончины, перевод книги «Последние дни Юнга Штиллинга» и в том же 1818 г. — перевод нюрнбергского издания «Слова воспоминания о усопшем, незабвенном друге Иоанне Генрихе Юнге, прозванном Штиллингом, от некоторых друзей его».

## Литературное творчество
Юнг-Штиллинг — автор большого числа произведений на темы технологии и сельского хозяйства, финансовых и камеральных наук. Но бо́льшую известность ему доставили его мистические сочинения. Он начал полемикой с рационалистами, где роль доводов играли не соображения разума, а чудесные события из жизни автора; особенное выражение эти приемы получили в «Великой панацее против болезней неверия» (1776).
Его автобиография («Heinrich Stillings Jugend», 1777, «H. S. Jünglingsjahre», 1778, «H. S. Wanderschaft», 1778, «H. S. häusliches Leben», 1789, «H. S. Lehrjahre», 1804), подкупающая художественной простотой и изобразительностью рассказа, навлекла на него странное подозрение в свободомыслии, которому он противопоставил свои романы «Geschichte des Herrn von Morgentau» (1779), автобиографический «Florentin von Fahlendorn»(1779), где прежняя наивность сменяется тенденциозностью, и «Феобальд, или Мечтатели» («Theobald oder die Schwärmer»; 1784; русский перевод Ф. Лубяновского, Москва, 1819).
Важнейшие из мистических сочинений
- «Тоска по отчизне»[5] («Das Heimweh»; 1794) — переведённое на все европейские языки, было переведено на русский язык в 1807 году Лубяновским, но напечатанные первые две части были задержаны; министр с докладом по поводу перевода не был принят, император говорил, что место переводчику в Якутске, и всё напечатанное было уничтожено. Впоследствии, когда настроение Александра I изменилось и он, встретившись с Юнг-Штиллингом у герцога баденского, вынес из этого знакомства благоприятное впечатление, — запрет, тяготевший над его произведениями, был снят; перевод «Тоски по отчизне» вышел целиком (1818, 5 ч.). Это произведение, запечатленное влиянием масонов, иллюминатов, розенкрейцеров и иных мистических обществ того времени, в изображении аналогичного братства таинственных рыцарей имело целью борьбу с идеями просветительной эпохи, но все в рассказе окутано такими аллегориями, что автор счёл необходимым написать к своей книге объяснительный ключ.
- «Der christliche Menschenfreund» (1803)
- «Theorie der Geisterkunde».

Другие

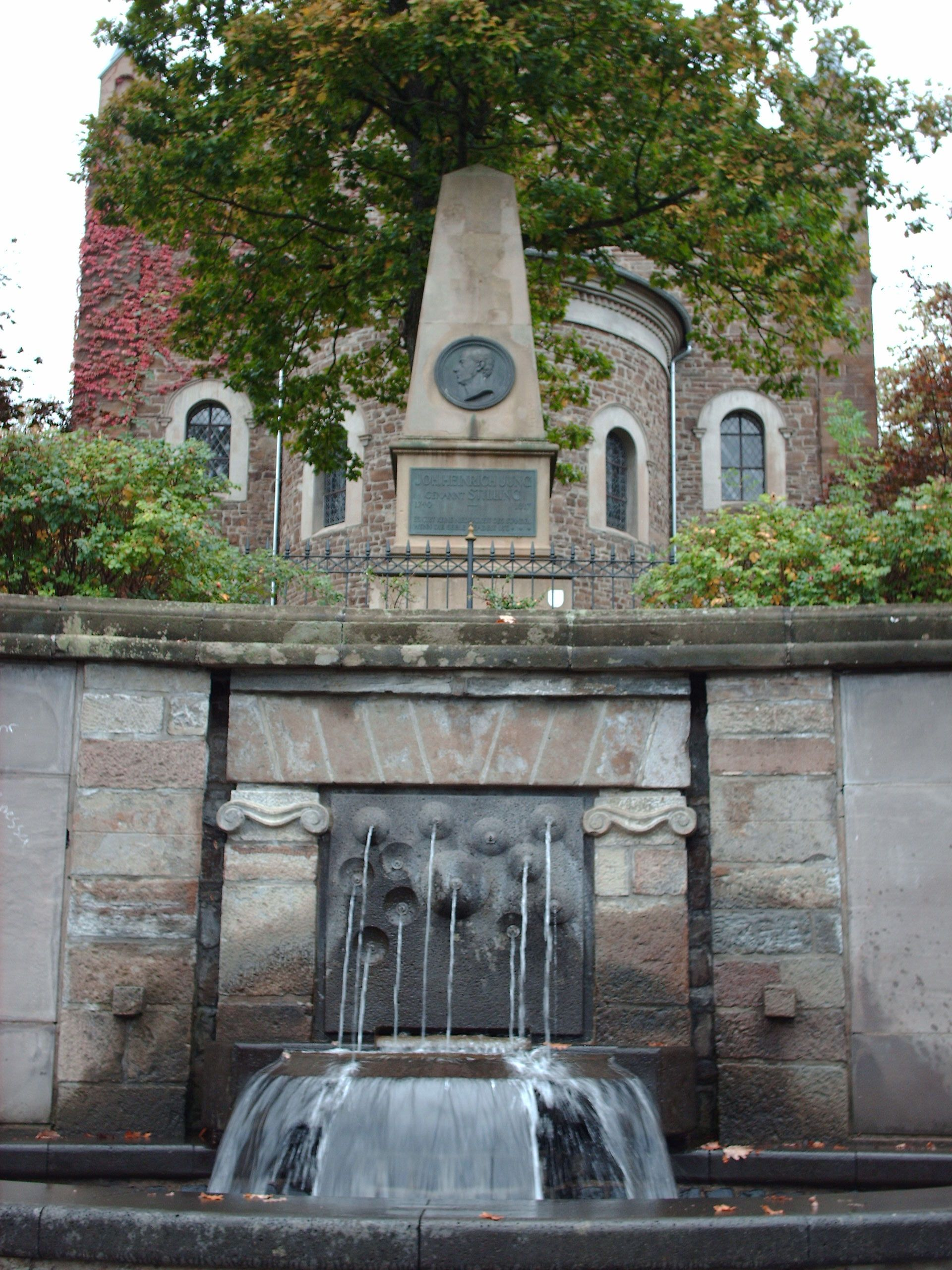
Памятник и фонтан в честь Юнг-Штиллинга в немецком городе Хильхенбахе

Большой успех в русском переводе имели:
- «Победная повесть христианской религии» (1799),
- «Приключения после смерти» (СПб., 1805; так назвал «Geisterkunde» переводчик Лабзин, чтобы избежать доносов),
- «Сцены из царства духов» (1797—1801),
- и особенно «Угроз Световостоков» (1806—1815), как переименовал Лабзин одного из героев «Тоски по отчизне», прозвище которого Юнг-Штиллинг сделал названием своего периодического издания «Der graue Mann» (1795—1815). Этот мрачный, «серый» «Угроз» — аллегорическое изображение совести, наводящей ужас, но ведущей странствующих в их обетованную отчизну. «Мы не знаем из слов Штиллинга, — говорит его русский биограф[6], — какой успех имело это популярное издание в народе, для которого собственно оно писалось, но что оно понравилось различным владетельным особам Германии и знатным лицам, которые желали держать народ в руках посредством мыслей, проповедуемым Штиллингом — это верно».

Заключение к автобиографии Юнг-Штиллинга составляет «Heinrich Stillings Alter» (1817), изданное его внуком.
Полные собрания («Sämmtliche Schriften») Юнг-Штиллинга выходили несколькими изданиями (1835—1839, 14 томов, 1841—1842, 12 т. и др.).

## Источник
- Юнг-Штиллинг, Иоганн-Генрих // Энциклопедический словарь Брокгауза и Ефрона : в 86 т. (82 т. и 4 доп.). — СПб., 1890—1907.